# Jacky Courtillat
Jacques „Jacky” Courtillat (Melun, 1943. január 8. –) olimpiai és világbajnoki bronzérmes francia tőrvívó.